# دائرة قانونية (إسبانيا)

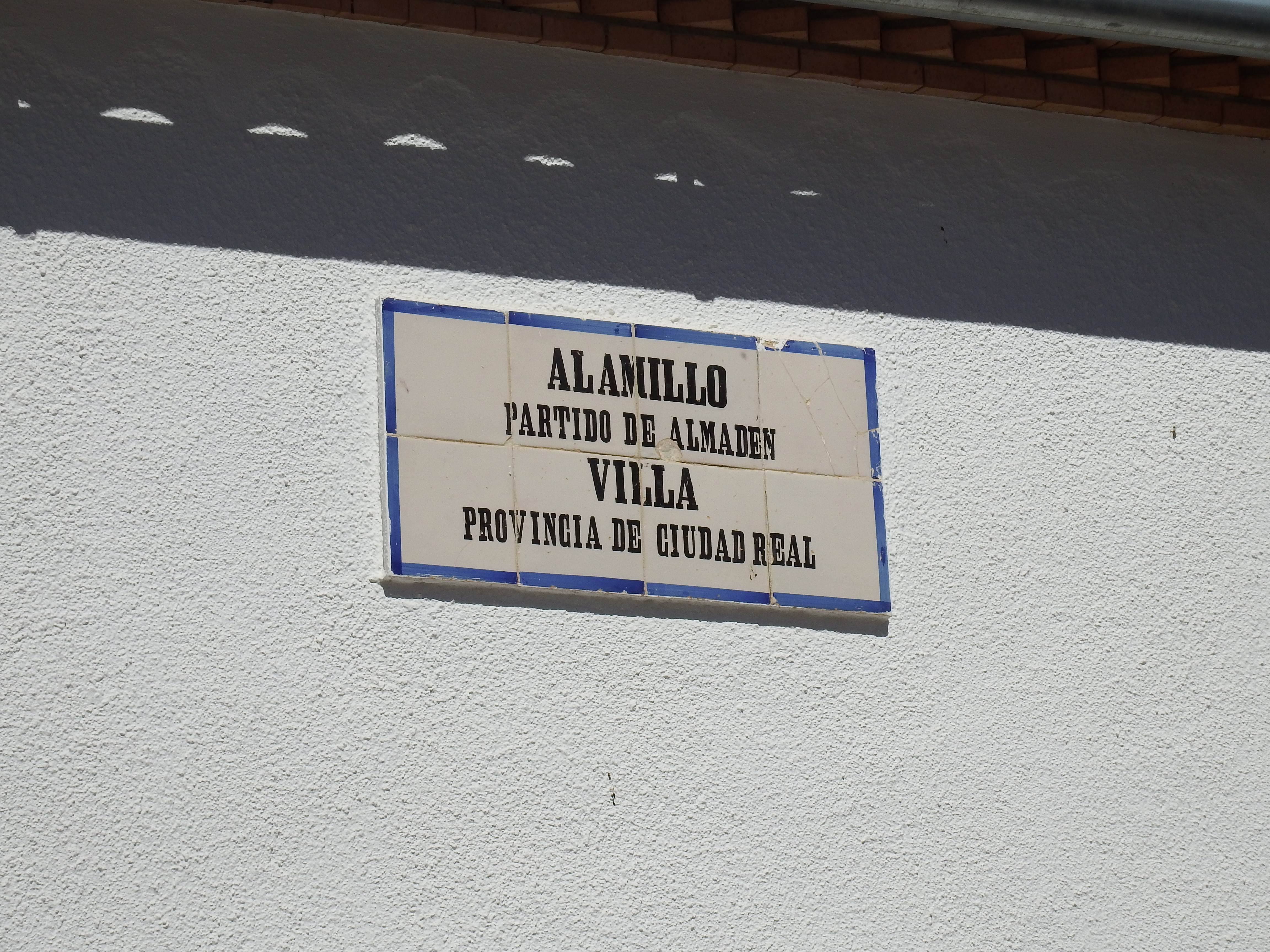
ألاميو، ثيوداد ريال – جزء من التنظيم القضائي في الدوائر القانونية بإسبانيا

الدوائر القانونية في إسبانيا (بالإسبانية: Partido judicial (España))‏ هي وحدة الأراضي للسلطة القضائية في إسبانيا، وتتكون من بلدية أو بلديات مُتعددة متجاورة وتقع في نفس المقاطعة.